# منطقة شفافة
المِنْطَقَة الشَفَّافَة Zona pellucida مادة بروتينية مخاطية تفرزها حوصلة غراف في بويضة الثديات، يقوم الحيوان المنوي باختراق هذه المنطقة للوصول إلى البويضة خلال عملية التلقيح بمساعدة انزيمات يفرزهما الجسم القمي في رأس الحيوان المنوي.
تبقى هذه المنطقة موجودة تحيط بالزيجوت لمدة 5 أيام بعد الإخصاب تنقسم خلالها خلية الزيجوت (البويضة المخصبة) عدة انقسامات متساوية حيث تصبح عد الخلايا فيها حوالى 16 خلية لتسمّى التوتة (توتية (جنين)) تنتقل التوتة في اليوم الخامس إلى الرحم وتختفي فيها المنطقة الشفافة.

## معرض صور

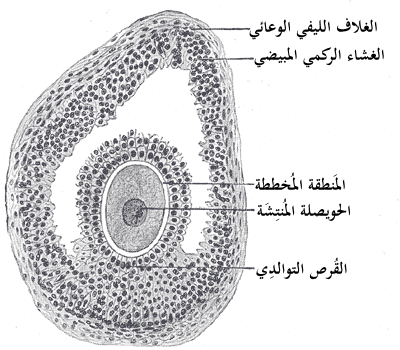
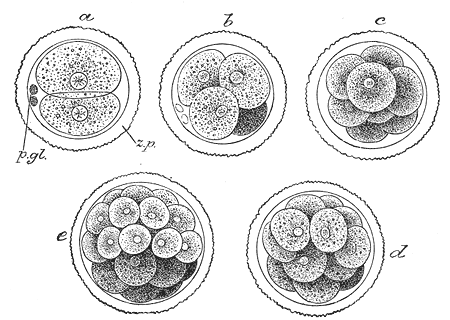